# Remigius z Auxerre
Remigius z Auxerre (841? – 908? Paříž, Francie) byl francouzský bendiktinský mnich, filozof a autor komentářů Bible a antických textů.
Narodil se pravděpodobně v Burgundsku. Po vstupu do kláštera v Auxerre jako žák a následovník Heirica z Auxerre (žák Johannese Scota Eriugenu) byl představitelem školy v Auxerre.
Kolem roku 893 jej arcibuskup pozval do Remeše, aby zde reorganizoval místní školství. Od roku 900 žil v Paříži, kde vyučoval svobodné umění a pravděpodobně i teologii..